# やさしい本泥棒
『やさしい本泥棒』（原題: The Book Thief）は、2013年に公開されたアメリカ合衆国のドラマ映画。マークース・ズーサックのベストセラー小説『本泥棒』を原作にしている。
日本では当初2014年に劇場公開される予定だったが中止となり、2015年1月7日にソフトレンタルが開始され、2015年6月3日にソフト発売がなされた。

## ストーリー
1938年。第二次世界大戦前夜のドイツ。軍部による赤狩りからの逃亡を余儀なくされた共産党員の夫婦は、道中で幼い息子を亡くしながらも、娘のリーゼルをミュンヘン近郊の田舎町へ里子に出すのだった。だが、途中弟が急死。二人来る筈が一人しか来なくて、給付金が少なくなり、養母のローザはリーゼルに対して冷たく当たるのであった。一方、養父のハンスはリーゼルを温かく迎え、読み書きができない彼女に優しく教えてあげるのだった。こうして読み書きを覚えたリーゼルは、様々な本を通じて知識や勇気、希望を手に入れていく。しかし、ドイツはナチスの統治下に置かれ、ついに読書までも禁止されてしまう。そんなある日、反ユダヤ主義による暴動で数多くの本が広場で焼かれているのを見たリーゼルは、そこから一冊の本を盗み出す。　

## キャスト
※括弧内は日本語吹替
- ハンス・フーバーマン - ジェフリー・ラッシュ（小川真司）： リーゼルの養父。彼女を温かく迎え入れる。
- リーゼル・メミンガー - ソフィー・ネリッセ（渋谷はるか）： 里子に出された少女。読み書きを覚え、読書からそして、人との出会いから、多くのことを学ぶ。
- ローザ・フーバーマン - エミリー・ワトソン（竹村叔子）： リーゼルの養母。口やかましく、当初は彼女に対して冷たく振舞うが根はやさしい。
- マックス・ファンデンベルク - ベン・シュネッツァー（川島得愛）： フーバーマン家に逃れてきたユダヤ人の青年。
- ルディ・シュタイナー - ニコ・リアシュ（英語版）（河西健吾）： フーバーマン一家の隣に住む少年。リーゼルの親友となる。
- 死神 - ロジャー・アラム（英語版）（根本泰彦）： この物語の語り部。

その他日本語吹替
山下大輝、清水明彦、唐沢潤、後藤敦、水野千夏、佐藤しのぶ、佐々木誠二、武田幸史、福井美樹、あんどうさくら、前田一世、慶長佑香、後藤光祐、小柳良寛、三木美、遠藤純平、志賀麻登佳、志田有彩